# Козак Андрій Панасович
Андрій Панасович Козак (нар. 1912, село Підлозці, тепер Млинівського району Рівненської області — ?) — український радянський діяч, новатор сільськогосподарського виробництва, голова колгоспів імені Шевченка Острожецького району та «Комуніст» Демидівського (тепер — Млинівського) району Рівненської області. Депутат Верховної Ради УРСР 5-го скликання.

## Біографія
Народився в селянській родині.
Служив в Радянській армії, учасник німецько-радянської війни.
Член КПРС.
До 1958 року — голова колгоспу імені Шевченка Острожецького району Рівненської області.
З 1958 року — голова укрупненого колгоспу «Комуніст» села Підлозці Демидівського (тепер — Млинівського) району Рівненської області.
Потім — на пенсії.

## Нагороди
- орден Трудового Червоного Прапора (26.02.1958)
- орден Вітчизняної війни ІІ ст. (6.04.1985)
- медалі